# Edwin Ashton
Edwin Ashton (* 9. Februar 1893 in Hindley; † 3. Quartal 1970 in Bury) war ein englischer Fußballspieler.

## Karriere
Ashton soll als Reservespieler bei den Bolton Wanderers aktiv gewesen sein und gewann 1910/11 mit Haslingden die Meisterschaft in der Division Two der Lancashire Combination. Um Ostern 1912 kam Ashton, der in der Presse als „Lancashire-Jugendlicher“ vorgestellt wurde, als Testspieler in einigen Partien für Grimsby Town zum Einsatz. Erstmals lief er in einem Spiel in der Midland League zwischen den Reservemannschaften von Grimsby und Leeds City auf, dabei erzielte er einen Treffer beim 2:1-Erfolg von Grimsby. Nachdem er in einem weiteren Spiel der Reserve bei einem 5:1-Sieg gegen Lincoln City „die vorherigen guten Eindrücke bestätigte“, kam er – weiterhin als Testspieler – am Ostermontag auch in einer Partie der Football League Second Division gegen Glossop zum Einsatz, die Partie endete in einem torlosen Unentschieden.
Zur Saison 1912/13 wurde Ashton von Grimsby unter Vertrag genommen, zuvor soll er bei Rossendale United gespielt haben. In der Saisonvorbereitung ragte er als Halbstürmer bei einem internen Testspiel als Teil der B-Mannschaft heraus, und traf Anfang September bei einem 2:1-Erfolg der Reserve gegen das Reserveteam von Notts County doppelt. In der Folge kam er im September und Oktober 1912 dann aber anstelle von Bill Birch als Linksaußen zu weiteren sieben Einsätzen in der Football League. Ende Dezember 1912 wurde er gemeinsam mit Arthur Mounteney im Tausch für Alexander Duncan an den Southern-League-Klub FC Portsmouth abgegeben. Bei Portsmouth kam Ashton zu lediglich zwei Pflichtspieleinsätzen in der Southern League. Im Sommer 1913 verließ er den Klub für eine Ablöse von £30, vermutlich kehrte er zu Haslingden zurück. Ende Januar 1914 wurde Ashton in einem Spielbericht des FC Nelson als neuer Spieler erwähnt.